# Lukas Jonsson
Lukas Jonsson, född 21 oktober 1992, är en svensk fotbollsmålvakt som spelar för tyska VfL Osnabrück.

## Klubbkarriär
Lukas Jonsson började sin karriär i Assyriska IF i division 2 och i IF Sylvia (gjorde där 45 matcher i division 1) innan han inför säsongen 2015 flyttade till IK Sirius.
Han lånades ut till Mjøndalen IF i OBOS-ligaen inför säsongen 2018 för att få mer speltid. Där blev det succé och efter 15 omgångar låg Mjøndalen på en 4:e plats i ligan och Jonsson stod för 9 hållna nollor på 15 matcher. Han återvände från lånet under sommaren och tog då över rollen som ordinarie målvakt efter dopinganklagelserna mot Joshua Wicks. I november 2019 förlängde Jonsson sitt kontrakt i Sirius med två år.
I juli 2021 lämnade han IK Sirius för danska Vendsyssel FF. I januari 2023 blev Jonsson klar för Esbjerg fB, där han skrev på ett 1,5-årskontrakt.
Den 22 juli 2024 värvades Jonsson av tyska VfL Osnabrück.